# Oude gemeentehuis (Leusden)

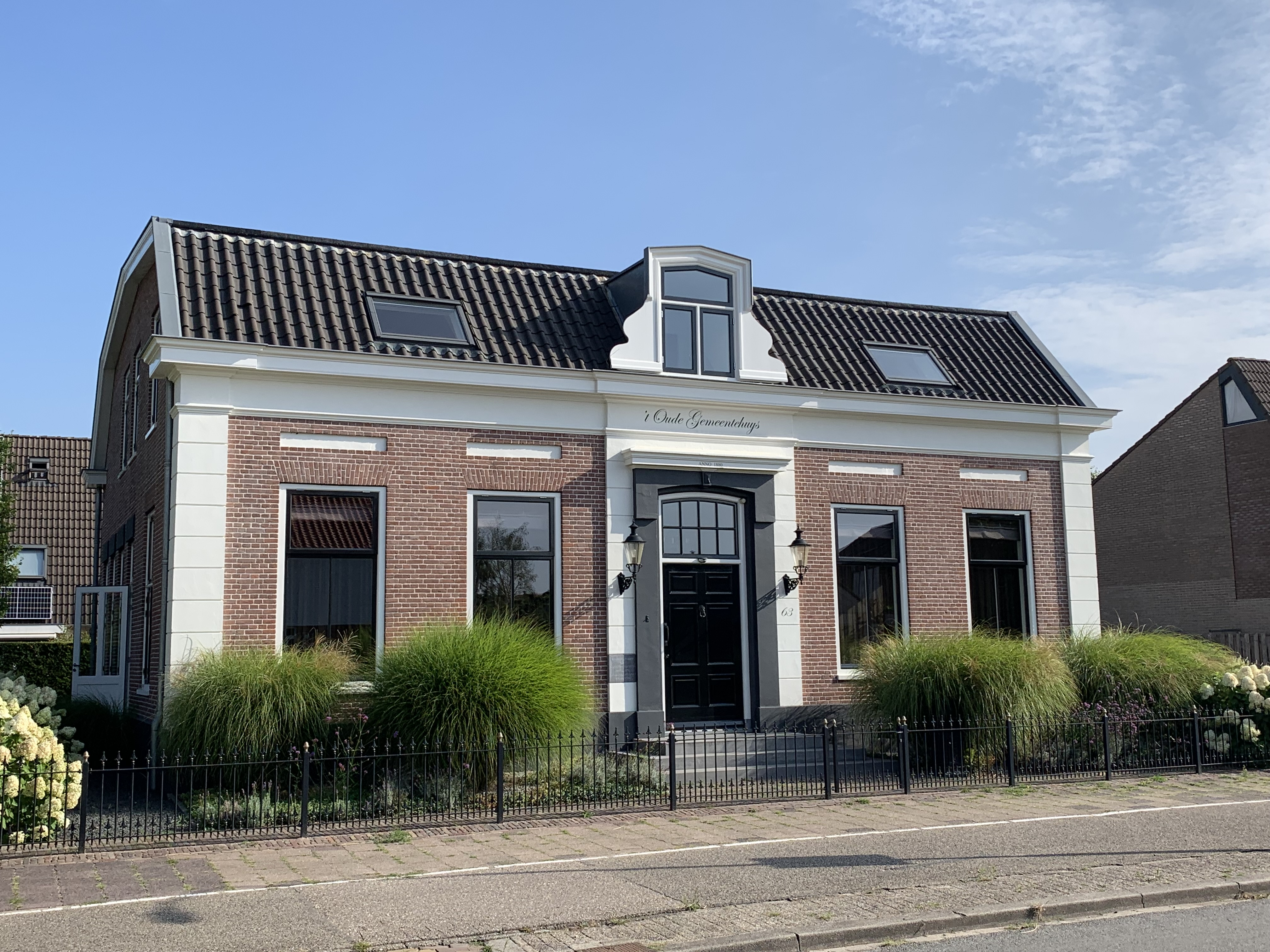
Oude gemeentehuis van Leusden na renovatie weer hersteld in haar oorspronkelijke glorie

Het Oude Gemeentehuis in volle (vroegere) glorie met op de dakkapel de klokkenstoel.

Het oude gemeentehuis in Leusden is gesitueerd aan de Burgemeester De Beaufortweg, vroeger Heiligenbergerweg. Het deed op deze plek dienst als gemeentehuis tussen 1880 en 1956 toen het nieuwe gemeentehuis schuin aan de overkant op de hoek van de Burgemeester de Beaufortweg en de Hamersveldseweg werd geopend.

## Geschiedenis
Het nog bestaande gebouw werd gebouwd in 1880 in laat neoclassicistische stijl. De vermoedelijke architect was de Leusdense timmerman G. van den Bongaard. Voor het gemeentehuis liep een ondiepe sloot waarin afvalwater werd geloosd. Boven op de dakkapel stond een klokkenstoel die later werd verwijderd. Daarnaast stond er op de dakkapel ook een brandweersirene dat ook onder andere werd geluid bij feestelijke gelegenheden als Koninginnedag. Vanaf de bouw tot aan 1964 was het gebouw in particulier bezit en werd het dus gehuurd. Niet geheel ongebruikelijk voor die tijd. 
Tijdens de Tweede Wereldoorlog leek Leusden een plek die zich vooral bezighield met agrarische activiteiten. In de oorlogsjaren 1942-1945 werd er echter vanuit het gemeentehuis aan veel verzetswerk gedaan. Er werd onder leiding van de latere gemeentesecretaris K.F.E. Brouwer veel vervalst aan persoonsbewijzen van onderduikers. Op de zolder van het gebouw werden zelfs wapens van het verzet opgeslagen.

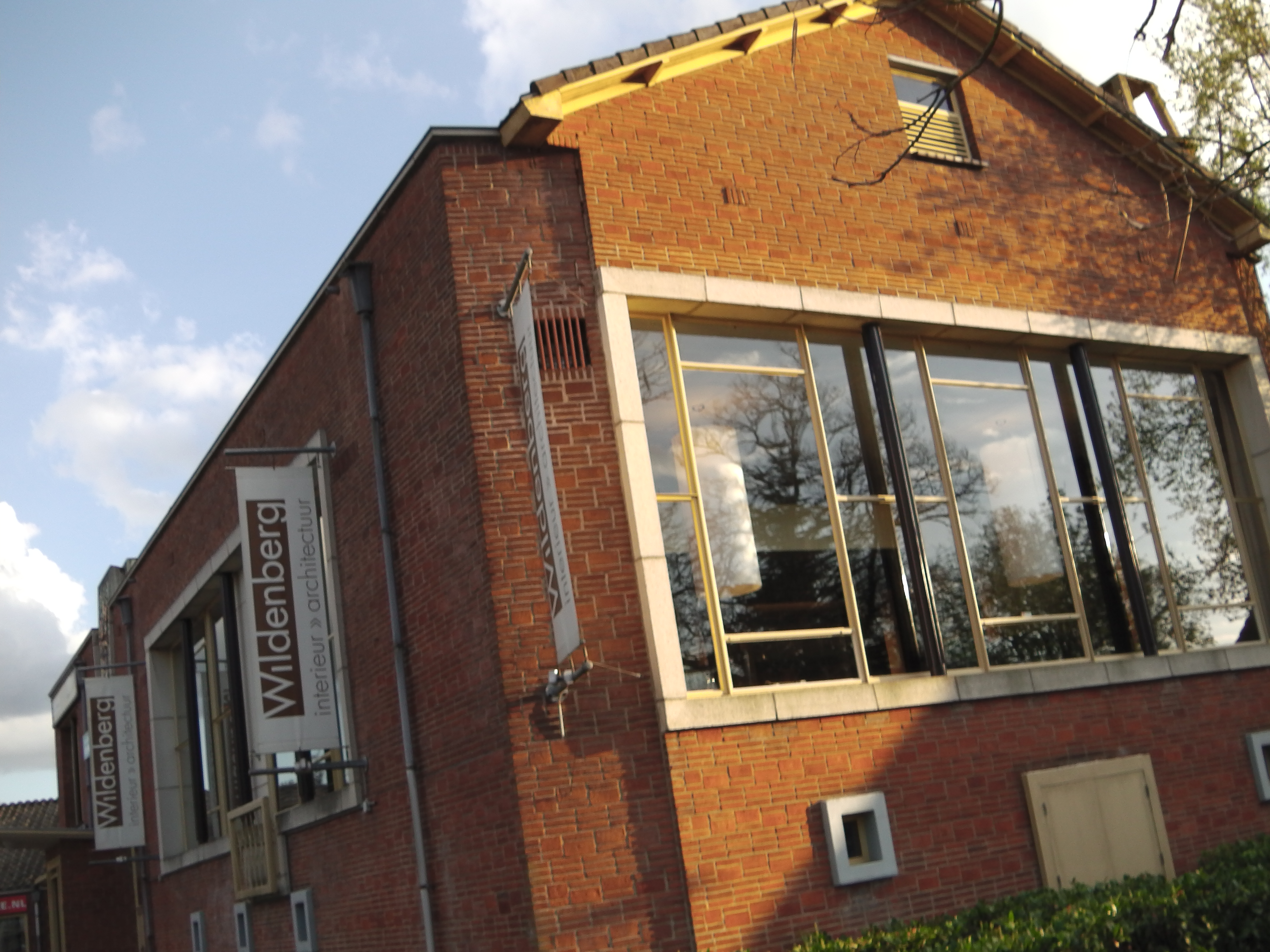
Tweede voormalig gemeentehuis op de hoek van de Hamersveldseweg en de Burg. De Beaufortweg gebouwd in 1956

In de loop der jaren werd het gemeentehuis te klein en bouwde men aan de Zwarteweg een dependance erbij. Deze dependance is later een café geworden. In 1948 kwam er een uitbreiding aan het oude gemeentehuis zelf, maar uiteindelijk nog geen tien jaar later werd een groter en nieuw gemeentehuis gebouwd op de hoek van de Burg. De Beaufortweg en de Hamersveldseweg. Ook dit nieuwe gemeentehuis werd op een gegeven moment te klein en door de snelle groei van de gemeente werd het Oude Gemeentehuis opnieuw in 1968 gebruikt als dependance tot het huidige gemeentehuis in winkelcentrum de Hamershof in de jaren 80 geopend werd.
Later werd er onder meer een fitnesscenter in gevestigd. In 2015 werd er begonnen met het compleet renoveren van het gebouw en waren er zelfs geruchten voor het openen van een klein museum.